# Grimoald
Grimoald také Grimwald (610?–671) byl langobardský šlechtic, v letech 647 až 662 vévoda z Beneventa a od roku 662 až do své smrti v roce 671 král Langobardů.

## Životopis
Grimoald se narodil v roce 610 jako dědic vévody Gisulfa II. z Furlanska a bavorské princezny Ramhildy, dcery vévody Garibalda I. Bavorského. V letech 641 až 642 byl se svým bratrem Radoaldem regentem vévody Aiulfa I., jejich adoptovaného bratra. V roce 647 byl jmenován vévodou z Beneventa. V roce 662 ho požádal langobardský král Godepert o pomoc v boji proti jeho bratrovi a spoluvládci králi Perctaritovi, ale místo pomoci ho Grimoald zavraždil a sám  se prohlásil králem Langobardů. Následně se oženil s princeznou Theodotou, dcerou krále Ariperta I. Po těchto událostech spoluvládnoucí král Perctarit uprchnul ke kaganovi Avarů, jeho manželka a syn však byli Grimoaldem zajatí a poslaní do vyhnanství. Aby si Grimoald svou vládu ještě více pojistil, oženil se s Godepertovou sestrou Theodotou, čímž svůj rod spojil s bavorskou dynastií královny Theodelindy.

## Král Langobardů
Během své vlády bojoval s Byzantinci a Franky, kteří do Lombardie vtrhli během vlády nedospělého Chlothara III.
Byl ariánského vyznání i když podle Vita Sancti Barbati byl spolu se synem Romualdem stále nakloněn ke starověkým pohanským zvykům Langobardů přesto, že se oženil s Theodotou, která byla katolického vyznání. Také se distancoval se od papežství, avšak svatého Michaela, jehož kult byl tehdy silně rozšířen, vnímal jako válečníka a ochránce národa Langobardů, který nahradil Wodana, pohanského boha.
Zemřel v roce 671 po uzavření mírové smlouvy s Franky. Jeho syn Garibald byl ještě nedospělý a tak byl po třech měsících vlády sesazen Perctaritem, který se vrátil z exilu. Grimoald byl oblíbený pro svou štědrost a milosrdenství. Jeho syn Romuald zůstal v Beneventu, ale jeho rod se již odklonil od vládnoucí linie.